# Komisariat Straży Granicznej „Grajewo”
Komisariat Straży Granicznej „Grajewo” – jednostka organizacyjna Straży Granicznej pełniąca służbę ochronną na granicy polsko-niemieckiej w latach 1928–1939.

## Geneza
Na wniosek Ministerstwa Skarbu, uchwałą z 10 marca 1920 roku, powołano do życia Straż Celną. Od połowy 1921 roku jednostki Straży Celnej rozpoczęły przejmowanie odcinków granicy od pododdziałów Batalionów Celnych. Proces tworzenia Straży Celnej trwał do końca 1922 roku. Komisariat Straży Celnej „Bogusze”, wraz ze swoimi placówkami granicznymi, wszedł w podporządkowanie Inspektoratu Granicznego Straży Celnej „Grajewo”.
1 czerwca 1921 roku w Boguszach stacjonowało jeszcze dowództwo 1 kompanii celnej 2 batalionu celnego. Posiadała ona swoje placówki w miejscowościach: Tworki, Przestrzele, Rydzewo i Bogusze. Na przełomie roku 1921/1922 ochronę granicy państwowej w tym rejonie od pododdziałów 2 batalionu celnego przejęła Straż Celna.
W drugiej połowie 1927 roku przystąpiono do gruntownej reorganizacji Straży Celnej. W praktyce skutkowało to rozwiązaniem tej formacji granicznej.
Rozkazem nr 1 z 12 marca 1928 roku w sprawach organizacji Mazowieckiego Inspektoratu Okręgowego Straży Granicznej Naczelny Inspektor Straży Celnej gen. bryg. Stefan Pasławski powołał komisariat Straży Granicznej „Grajewo”, który przejął ochronę granicy od rozwiązywanego komisariatu Straży Celnej. 

## Formowanie i zmiany organizacyjne
Rozporządzeniem Prezydenta Rzeczypospolitej Polskiej Ignacego Mościckiego z 22 marca 1928 roku, do ochrony północnej, zachodniej i południowej granicy państwa, a w szczególności do ich ochrony celnej, powoływano z dniem 2 kwietnia 1928 roku  Straż Graniczną.
Rozkazem nr 1 z 12 marca 1928 roku w sprawach organizacji Mazowieckiego Inspektoratu Okręgowego Naczelny Inspektor Straży Celnej gen. bryg. Stefan Pasławski przydzielił komisariat „Grajewo” do Inspektoratu Granicznego nr 1 „Stawiska” i określił jego strukturę organizacyjną.
Na podstawie rozkazu Mazowieckiego Inspektora Okręgowego nr 3 z 17 kwietnia 1928, komisariat „Bogusze” przesunięto do Grajewa.
Rozkazem nr 9 z 18 października 1929 roku w sprawie reorganizacji mazowieckiego Inspektoratu Okręgowego komendant Straży Granicznej płk Jan Jur-Gorzechowski określił numer i nową strukturę komisariatu. 
Rozkazem nr 4/31 zastępcy komendanta Straży Granicznej płk. Emila Czaplińskiego z 20 października 1931 roku zniesiono placówkę SG „Stawiski”.
Rozkazem nr 4 z 11 października 1932 roku w sprawach organizacji Małopolskiego Inspektoratu Okręgowego i niektórych inspektoratów granicznych', komendant Straży Granicznej płk Jan Jur-Gorzechowski zniósł  placówkę II linii „Ciemnoszyje”.
Rozkazem komendanta SG z 4 kwietnia 1934 utworzono placówkę II linii „Białystok” z przydziałem do IG „Łomża”, a ewidencyjnie do komisariatu „Grajewo”. 
Rozkaz komendanta Straży Granicznej płk. Jana Jura-Gorzechowskiego z 10 maja 1938 roku w sprawie terminologii w odniesieniu do władz i jednostek formacji, wydany w związku z rozkazami KSG z 25 i 29 kwietnia 1938 roku,  przemianował inspektoraty graniczne na obwody Straży Granicznej z dodaniem nazwy miejscowości, w której jednostka stacjonuje. Jednocześnie nakazał używanie w stosunku do kierowników komisariatów i placówek nowych terminów: „komendant komisariatu” i „dowódca placówki”. Komisariat wszedł w skład struktury Obwodu Straży Granicznej „Łomża”.
Rozkazem nr 12 z 14 lipca 1939 roku w sprawie reorganizacji placówek II linii i posterunków wywiadowczych oraz obsady personalnej, komendant Straży Granicznej gen. bryg. Walerian Czuma zniósł posterunek SG  „Goniądz”.

## Służba graniczna
W 1928 roku komisariat ochraniał odcinek granicy państwowej długości około 19 kilometrów. 
Jego prawa granica rozpoczynała się od słupa granicznego nr 164, dalej m. Kołaki, do m. Danowo Nowe. 
Lewa granica do słupa granicznego nr 150, prawy skraj lasu Zacieczkowskiego, m. Benczkowo (wył.), m. Gutki i dalej m. Guty-Starowieś (wył.). 
Po reorganizacji komisariat ochraniał odcinek granicy państwowej długości około 22 kilometrów.
Sąsiednie komisariaty
- komisariat Straży Granicznej „Rajgród” ⇔ komisariat Straży Granicznej „Szczuczyn” − 1928 i 1929

## Komenda komisariatu
| Kierownicy/komendanci komisariatu | Kierownicy/komendanci komisariatu | Kierownicy/komendanci komisariatu | Kierownicy/komendanci komisariatu |
| stopień                           | imię i nazwisko                   | okres pełnienia służby            | kolejne stanowisko                |
| --------------------------------- | --------------------------------- | --------------------------------- | --------------------------------- |
| komisarz                          | Józef Bidzio                      | IX 1828 –                         |                                   |
| podkomisarz                       | Władysław Pszonka                 | był 1 I 1933 –                    |                                   |
| komisarz                          | Włodzimierz Dembowski             | był w XII 1936 – 19 II 1937       | zmarł na atak serca               |
| aspirant                          | Włodzimierz Kononowicz            | 19 II 1937 - 8 V 1937             |                                   |
| komisarz                          | Wacław Romiszewski                | 8 V 1937 - 31 III 1939            | stan spoczynku                    |
| komisarz                          | Bolesław Mościcki                 | 2 III 1939 -                      |                                   |
| Zastępcy komendanta komisariatu   |                                   |                                   |                                   |
| st. str. pchor.                   | Tadeusz Kisiel                    | 1 V 1939 –                        |                                   |

## Struktura organizacyjna
Organizacja komisariatu w marcu 1928:
- komenda − Grajewo
- placówka Straży Granicznej I linii „Kosówka”
- placówka Straży Granicznej I linii „Bogusze”
- placówka Straży Granicznej I linii „Kurki”
- placówka Straży Granicznej II linii „Ciemnoszyje”
- placówka Straży Granicznej II linii „Grajewo”
- placówka Straży Granicznej II linii „Stawiski” → zniesiona w 1931

Organizacja komisariatu w październiku 1929:
- 3/1 komenda − Grajewo
- placówka Straży Granicznej I linii „Kosówka”
- placówka Straży Granicznej I linii „Bogusze”
- placówka Straży Granicznej I linii „Kurki”
- placówka Straży Granicznej II linii „Grajewo”
- placówka Straży Granicznej II linii „Ciemnoszyje” → zniesiona w 1932

Organizacja komisariatu w 1933 i 1934:
- komenda − Grajewo
- placówka Straży Granicznej I linii „Kosówka”
- placówka Straży Granicznej I linii „Bogusze”
- placówka Straży Granicznej II linii „Grajewo”
- placówka Straży Granicznej II linii „Białystok” (ewidencyjnie)

Organizacja komisariatu w 1937:
- komenda − Grajewo
- placówka Straży Granicznej I linii „Kosówka”
- placówka Straży Granicznej I linii „Bogusze”
- placówka Straży Granicznej I linii „Kurki”
- placówka Straży Granicznej II linii „Grajewo”
  - posterunek Straży Granicznej „Goniądz”[27]

Organizacja komisariatu w 1939:
- komenda − Grajewo
- placówka Straży Granicznej I linii „Kosówka”
- placówka Straży Granicznej I linii „Bogusze”
- placówka Straży Granicznej I linii „Kurki”
- placówka Straży Granicznej II linii „Grajewo”

Organizacja komisariatu w 1939:
- komenda − Grajewo
- placówka Straży Granicznej I linii „Kosówka”
- placówka Straży Granicznej I linii „Bogusze”
- placówka Straży Granicznej I linii „Kurki”
- placówka Straży Granicznej II linii „Ciemnoszyje” ?
- placówka Straży Granicznej II linii „Grajewo”